# Susan George
Susan George pode referir-se a:
- Susan George (atriz) (n.1950) - atriz britânica
- Susan George (cientista política) (n. 1934) - cientista política franco-americana
- Susan Elizabeth George (n. 1949) - escritora norte-americana